# Napada na Norveškem 2011
Napada na Norveškem 2011 sta bila dogodka na Norveškem v petek, 22. julija 2011. Najprej je eksplodirala bomba  v Oslu, v predelu kjer so glavne zgradbe norveške vlade. Eksplozija je ubila sedem ljudi in več ranila. Kasneje pa se je zgodil še napad s strelnim orožjem na otoku Utøya. V napadu je bilo ubitih 77 ljudi. Napad velja za enega najbolj krvavih obračunov posameznikov s strelnim orožjem v zgodovini.
Policija je aretirala 32-letnega norveškega državljana Andersa Breivika, ki je priznal oba napada, vendar zavrača kazensko odgovornost.
Napadi so presenečenje, saj je po svetovnem indeksu miru Norveška najmiroljubnejša na svetu.